# 혈청 상태
혈청 상태(Serostatus)는 혈청학적 표지 유무 상태를 말한다. 혈청 내에서 특정 마커가 검출 가능 수준으로 존재함이 나올 경우 "혈청 반응 양성"이라고 하며, 감지 수준으로 확인하지 못할 경우 혈청 음성이라고 한다.

## HIV/AIDS
혈청 상태라는 용어는 HIV/AIDS에 주로 사용된다. 20세기 후반에서 21세기 초에 질병 확산 저지를 위하여 HIV/AIDS 혈청 상태 확인의 중요성을 강조하였다.

## 자가 면역 질환
연구자들은 자가항체의 혈청 상태가 자가 면역 질환 발현에 미치는 영향을 조사하였다. 혈정 상태 양성 집단에 대한 연구를 통해 진단에 도움을 줄 수 있는 추가적인 자가항체를 감지할 수 있는 연구로 이어졌다.

## 같이 보기
- 혈청전환